# Schizolecis
Schizolecis is een monotypisch geslacht van straalvinnige vissen uit de familie van de harnasmeervallen (Loricariidae).

## Soort
- Schizolecis guntheri (Miranda Ribeiro, 1918)